# ميغيل أنخيل ميراندا
ميغيل أنخيل ميراندا (بالإسبانية: Miguel Ángel Miranda)‏ (مواليد 12 نوفمبر 1983) هو ملاكم فنزويلي، مثّل بلاده في الألعاب الأولمبية الصيفية 2004.

## روابط خارجية
ميغيل أنخيل ميراندا على موقع أوليمبيديا (الإنجليزية)